# Ernst Deger
Ernst Deger   (Bockenem, 15 d'abril de 1809 - Düsseldorf, 27 de gener de 1885) va ser un artista religiós alemany, a l'estil del moviment natzarè. Se'l considera el principal representant de l'art cristià a la Düsseldorfer Malerschule.

## Biografia

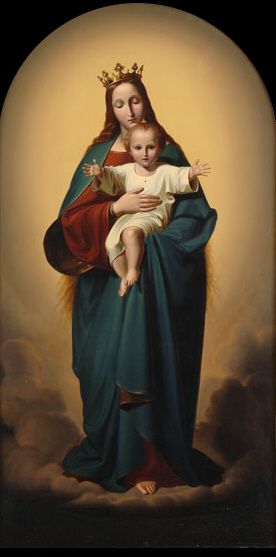
Maria com a reina del cel

Va començar els seus estudis el 1828, a l'Acadèmia d'Art de Berlín, després es va traslladar a la Kunstakademie Düsseldorf, on va estudiar amb Wilhelm von Schadow . De 1834 a 1835, va ser alumne de la Master Class. En nom del Kunstverein für die Rheinlande und Westfalen (Associació d'Artistes), va crear un retaule per a l’església de Sant Andreu, mostrant a Maria com la Reina del Cel. Després de la seva inauguració el 1837, es va convertir en una de les imatges religioses més populars de la regió i va trobar el seu camí en nombrosos llibres d'oracions catòlics com a petit andachtsbilder (imatge devocional). Una característica notable és la seva representació de Jesús com un nen petit, més que com un nen.
Del 1837 al 1842 va viatjar per Itàlia. Després del seu retorn, en nom del comte Franz Egon von Fürstenberg-Stammheim, va treballar amb Karl Müller, Andreas Müller i Franz Ittenbach, creant frescos d'escenes de la vida de Crist a l'Apollinariskirche, Remagen . Aquest projecte el va mantenir ocupat fins al 1851.
El seu següent gran projecte, encarregat pel rei Frederic Guillem IV de Prússia, va implicar una sèrie de pintures murals al castell de Stolzenfels. Durant les seves fases finals, va ser assistit per Peter Molitor, un jove artista en dificultats de Coblença. Aquesta ha arribat a ser considerada la seva obra més important.
El 1860, va començar a ensenyar a la seva alma mater, la Kunstakademie. Va ser nomenat professor de pintura d'història religiosa el 1869. Entre els seus alumnes més coneguts hi havia Franz Paul Massau i Friedrich Stummel. Moltes de les seves obres han estat àmpliament distribuïdes mitjançant reproduccions.

## Escenes bíbliques representades
- Adam i Eva al jardí de l'Edèn
- Caiguda
- Caín colpeja l'Abel
- Sacrifici d'Isaac
- El rei David
- Anunciació de Maria
- Adoració del nen
- Crucifixió
- Resurrecció de Crist
- Ascensió de Crist
- Efusió de l'Esperit Sant